# Ky-Fan-Ungleichung
In der Mathematik wird als Ky-Fan-Ungleichung eine von Ky Fan entdeckte und erstmals von (Lit.: Beckenbach und Bellman, 1983) publizierte Ungleichung bezeichnet. Ihre Bedeutung liegt vor allem darin, dass sie durch ihre Ähnlichkeit mit der Ungleichung vom arithmetischen und geometrischen Mittel Ausgangspunkt für weitere Verallgemeinerungen ist.

## Formulierung
In der einfachsten Form lautet die Ky-Fan-Ungleichung folgendermaßen:
Falls {\displaystyle x_{i}} für {\displaystyle i=1,\dots ,n\;} Zahlen mit {\displaystyle 0<x_{i}<{\frac {1}{2}}} sind, dann gilt
{\displaystyle {\frac {\left(\prod _{i=1}^{n}x_{i}\right)^{\frac {1}{n}}}{\left(\prod _{i=1}^{n}\left(1-x_{i}\right)\right)^{\frac {1}{n}}}}\ \leq \ {\frac {{\frac {1}{n}}\sum _{i=1}^{n}x_{i}}{{\frac {1}{n}}\sum _{i=1}^{n}\left(1-x_{i}\right)}}}.
Das Gleichheitszeichen gilt genau dann, wenn {\displaystyle x_{1}=\cdots =x_{n}\;}.
Bezeichnet man mit {\displaystyle A_{n}:={\frac {1}{n}}\sum _{i=1}^{n}x_{i}} das arithmetische Mittel und mit {\displaystyle G_{n}:=\left(\prod _{i=1}^{n}x_{i}\right)^{\frac {1}{n}}} das geometrische Mittel der Zahlen {\displaystyle x_{i}\;} sowie mit {\displaystyle A_{n}^{\prime }:={\frac {1}{n}}\sum _{i=1}^{n}(1-x_{i})} das arithmetische Mittel und mit {\displaystyle G_{n}^{\prime }:=\left(\prod _{i=1}^{n}(1-x_{i})\right)^{\frac {1}{n}}} das geometrische Mittel der Zahlen {\displaystyle 1-x_{i}\;}, so nimmt die Ky-Fan-Ungleichung die Form
{\displaystyle {\frac {G_{n}}{G_{n}^{\prime }}}\leq {\frac {A_{n}}{A_{n}^{\prime }}}}
an; die Ähnlichkeit zur Ungleichung vom arithmetischen und geometrischen Mittel {\displaystyle G_{n}\leq A_{n}} wird damit deutlich.

## Beweis
Ein einfacher Beweis für die Ky-Fan-Ungleichung ergibt sich, wenn man die Jensensche Ungleichung auf die Funktion {\displaystyle f(x)=\ln x-\ln(1-x)\;} anwendet, die für {\displaystyle 0<x\leq {\frac {1}{2}}} konkav ist. Dieser Beweis liefert unmittelbar eine Verallgemeinerung der Ky-Fan-Ungleichung mit gewichteten Mittelwerten:
{\displaystyle {\frac {\prod _{i=1}^{n}x_{i}^{\gamma _{i}}}{\prod _{i=1}^{n}\left(1-x_{i}\right)^{\gamma _{i}}}}\leq {\frac {\sum _{i=1}^{n}\gamma _{i}x_{i}}{\sum _{i=1}^{n}\gamma _{i}\left(1-x_{i}\right)}}},
wobei für die Gewichte {\displaystyle \gamma _{i}\geq 0} und {\displaystyle \sum _{i=1}^{n}\gamma _{i}=1} gelten muss.

## Verwandte Ungleichungen
(Lit.: Wang und Wang, 1984) haben die Ky-Fan-Ungleichung auf die harmonischen Mittelwerte {\displaystyle H_{n}:={\frac {1}{{\frac {1}{n}}\sum _{i=1}^{n}1/x_{i}}}} und {\displaystyle H_{n}^{\prime }:={\frac {1}{{\frac {1}{n}}\sum _{i=1}^{n}1/(1-x_{i})}}} erweitert:
{\displaystyle {\frac {H_{n}}{H_{n}^{\prime }}}\leq {\frac {G_{n}}{G_{n}^{\prime }}}\leq {\frac {A_{n}}{A_{n}^{\prime }}}}.